# ناحیه تمالوس
ناحیه تمالوس (به عربی: دائرة تمالوس) یک ناحیه در الجزایر است که در استان سکیکده واقع شده‌است. ناحیه تمالوس ۳۶۸٫۰۹ کیلومتر مربع مساحت و ۸۰٬۹۳۶ نفر جمعیت دارد.